# Luguse
Koordinaten: 58° 49′ N, 22° 43′ O

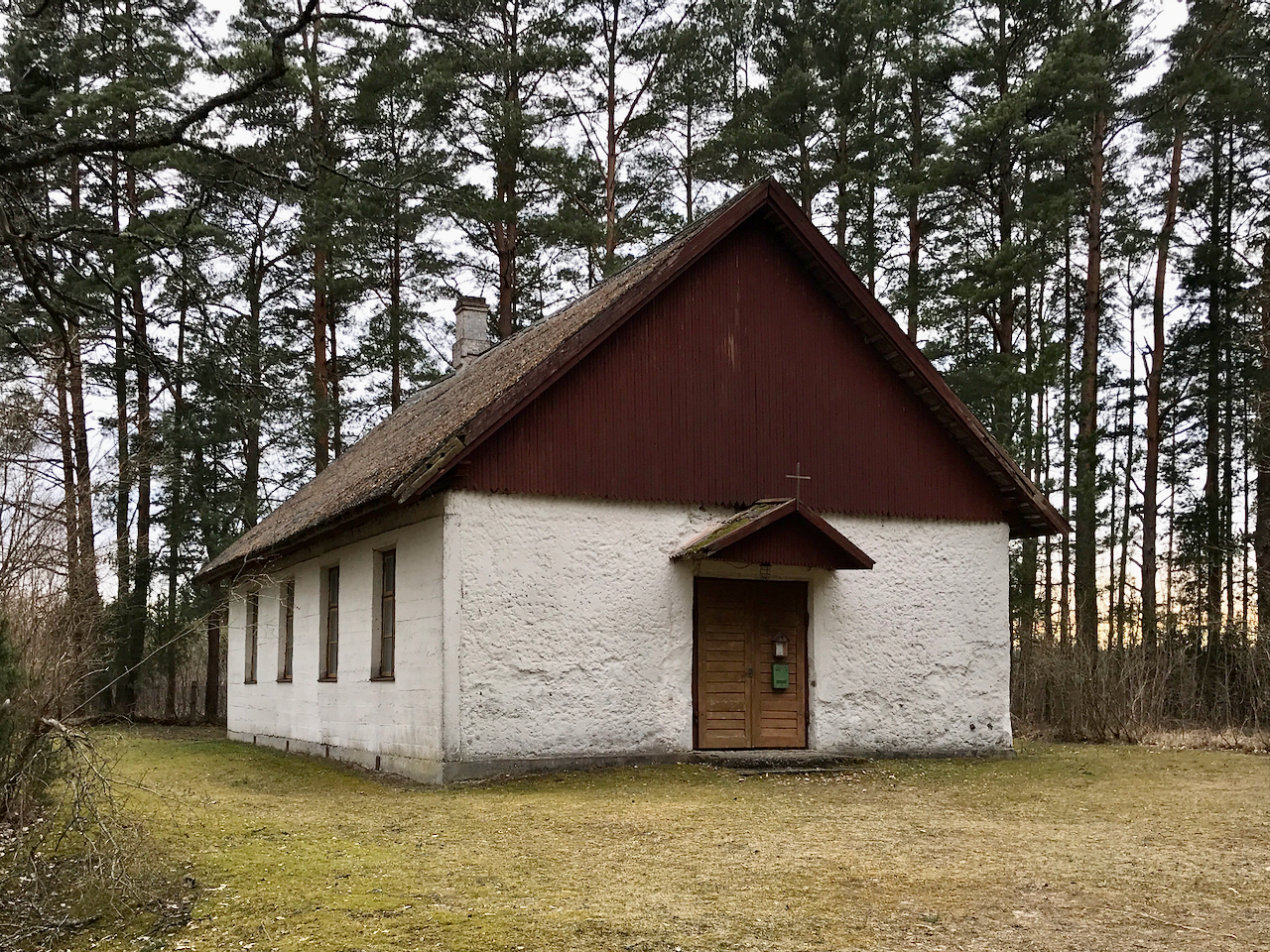
Baptistisches Gebetshaus

Luguse ist ein Dorf (estnisch küla) in der Landgemeinde Hiiumaa (bis 2017: Landgemeinde Käina). Es liegt auf der zweitgrößten estnischen Insel Hiiumaa (deutsch Dagö).

## Beschreibung
Luguse (deutsch Luhuse) hat 49 Einwohner (Stand 31. Dezember 2011). In dem Dorf befindet sich ein Gebetshaus der estnischen Baptisten, die seit der zweiten Hälfte des 19. Jahrhunderts in Luguse aktiv sind.
Bei Luguse mündet der gleichnamige Fluss (Luguse jõgi) in die Ostsee-Bucht von Jause (Jausa laht). Er ist mit einer Länge von 21 km der längste Fluss der Insel Hiiumaa.